# Danièle Delorme
Danielle (Danièle) Delorme (Levallois-Perret, 1926. október 9. – Párizs, 2015. október 17.) francia színésznő, filmproducer, színházigazgató. Édesapja André Girard (1901–1968) festőművész volt.

## Életpályája
Zenei és színi tanulmányokat folytatott Párizsban, majd Cannes-ban. 1942-ben filmezett először. 1945-ben a fővárosban képezte tovább magát s szerződést kapott különböző társulatoknál. 1952-ben a Comédie Caumartin színház igazgatója lett. Az 1950-es, 1960-as években leginkább színházakban volt látható, és Henrik Ibsen, Jean Anouilh, Paul Claudel és Luigi Pirandello darabjaiban szerepelt. Az 1970-es, 1980-as években Yves Robert filmbéli partnere volt. Az 1988-as cannes-i filmfesztivál zsűritagja volt.
Első emlékezetes sikerét a kedvelt Colette-regény, a Gigi (1949) francia filmváltozatában aratta. Bensőséges, finom jellemábrázoló művész. Magyarországon a Cím nélkül távozott (1950) bájos fiatal hősnőjeként vált ismertté.

## Magánélete
1945–1955 között Daniel Gélin (1921–2002) francia színész volt a férje. Egy gyermekük született: Xavier Gélin (1946–1999) francia színész és filmproducer. 1956–2002 között Yves Robert (1920–2002) francia színész volt a párja.

## Halála és temetése
Delorme egy hosszan tartó betegséget követően halt meg 2015. október 17-én Párizsban. 89 éves volt. Temetésére október 23-án került sor, Párizs 6. kerületében a Saint-Germain-des-Prés templomában, számos filmes, színház és televíziós személyiség jelenlétében. Sírja a párizsi Montparnasse temetőben található.

## Filmjei
| - A játék véget ért (1947) - Gigi (1949) - Cím nélkül távozott (1950) - Olivia (1951) - Mara (1953) - A Versailles-i kastély (Ha Versailles mesélni tudna…) (1954) - A Ricordi-ház (1954) - Gyilkos idő (1956) - A nyomorultak (1958) - Minden napnak megvan a maga titka (1958) - Horgász a pácban (1958) - Cléo 5-től 7-ig (1962) - A hetedik esküdt (1962) - Marie Soleil (1966) - Hoa-Binh (1970) - A csibész (1970) - Belle (1973) - Sokat akar a szarka… (1976) - Madame le proviseur (1994–1999) | - Gombháború (1962) - Egy kis csibész viszontagságai (1963) - Boldog Alexandre (1968) - Nagy szerelem (1969) - Himalája - Az élet sója (1999) - Vándormadarak (2001) - Szerelem, örökség, portugál (2013) |

## Fordítás
- Ez a szócikk részben vagy egészben  a   Danièle Delorme című francia Wikipédia-szócikk ezen változatának fordításán alapul.  Az eredeti cikk szerkesztőit annak laptörténete sorolja fel. Ez a jelzés csupán a megfogalmazás eredetét és a szerzői jogokat jelzi, nem szolgál a cikkben szereplő információk forrásmegjelöléseként.